# ياسمين شاهين
ياسمين شاهين (بالتركية: Yasemin Şahin) مواليد 25 يونيو 1988 في أنقرة، هي لاعبة كرة يد تركية تلعب كجناح أيسر. مثلت منتخب تركيا لكرة اليد للسيدات. حققت المركز الثاني في كرة اليد في ألعاب البحر الأبيض المتوسط 2009.

## الميداليات
| الميدالية | المسابقة                                    |
| --------- | ------------------------------------------- |
| فضية      | كرة اليد في ألعاب البحر الأبيض المتوسط 2009 |